# داویده دوناتی
داویده دوناتی (ایتالیایی: Davide Donati؛ زادهٔ ۲۵ آوریل ۱۹۹۴) ژیمناست اهل ایتالیا است.